# Псевдоголоморфная кривая
Псевдоголоморфная кривая (или J-голоморфная кривая) — гладкое отображение из Римановой поверхности в почти комплексное многообразие, удовлетворяющее уравнениям Коши — Римана. 

## История
Псевдоголоморфные кривые были введены в 1985 году Михаилом Громовым,  с тех пор они произвели революцию в изучении симплектических многообразий. 
В частности, теорема о симплектическом верблюде была доказана с использованием псевдоголоморфных кривых.
Они также используются в определении инвариантов Громова — Виттена, гомологий Флоера и играют важную роль в теории струн.

## Определение
Пусть {\displaystyle X} почти комплексное многообразие с почти комплексной структурой {\displaystyle J}. Пусть {\displaystyle C} гладкая риманова поверхность (также называется комплексной кривой) с комплексной структурой {\displaystyle j}. Псевдоголоморфная кривая в {\displaystyle X} представляет собой отображение {\displaystyle f:C\to X} , которое удовлетворяет условию
{\displaystyle J\circ df=df\circ j,}
То есть дифференциал {\displaystyle df}  комплексно-линейный. 

### Замечания
- В частности, {\displaystyle J} отображает касательные пространства
{\displaystyle T_{x}f(C)\subseteq T_{x}X}

на себя.
- Несмотря на то, что псевдоголоморфные кривые определяются для произвольного почти комплексного многообразия, основные приложения псевдоголоморфных кривых приходятся на симплектические многообразия с совместимой почти комплексной структурой {\displaystyle J}
  - То есть такой, что следующее неравенство выполняется для всех ненулевых касательных векторов {\displaystyle v}
{\displaystyle \omega (v,Jv)>0,}

где {\displaystyle \omega } обозначает симплектическую форму. 
- В частности

{\displaystyle (v,w)={\frac {1}{2}}\left(\omega (v,Jw)+\omega (w,Jv)\right)}
определяет Риманову метрику.
- Для данного {\displaystyle \omega }, пространство всех совместимых почти комплексных структур {\displaystyle J} непусто и стягиваемо. 

## Свойства
- Если псевдокомплексная структура {\displaystyle J\colon T_{p}\to T_{p}} для симплектической формы с ассоциированной римановой метрикой {\displaystyle g} то любая {\displaystyle J}-голоморфная кривая является минимальной поверхностью.
  - Более того, любая {\displaystyle J}-голоморфная кривая минимизирует площадь в своём гомологическом классе и {\displaystyle \omega } является её калибровочной формой.

## Список литературы
- Под редакцией Элиашберга Я. и Трейнора Л. Лекции по симплектической геометрии и топологии. — МЦНМО, 2008. — 424 с. — 1000 экз. — ISBN 978-5-94057-130-8.
- Dusa McDuff and Dietmar Salamon, J-Holomorphic Curves and Symplectic Topology, American Mathematical Society colloquium publications, 2004. ISBN 0-8218-3485-1.
- M. Gromov. Pseudo holomorphic curves in symplectic manifolds (англ.) // Inventiones Mathematicae. — 1985. — Vol. 82. — P. 307—347. Архивировано 13 апреля 2018 года.
- Donaldson, Simon K. What Is...a Pseudoholomorphic Curve? (англ.) // Notices of the American Mathematical Society : journal. — 2005. — October (vol. 52, no. 9). — P. 1026—1027.